# Dent du Requin
O Dent du Requin é um cume do grupo conhecido por Aiguilles de Chamonix no Maciço do Monte Branco, França, e que culmina a 3422 m de altitude. Fica a leste da Aiguilles du Plan, entre os glaciares de Envers de Blaitière a norte, e a Envers du Plan a sul, e a oeste da sala de jantar, onde os seracs, blocos de gelo, do Glaciar do Géant se juntam ao Mar de Gelo .

## Ascensões
A primeira ascensão teve lugar a 25 de julho de 1893, e foi realizada pelos alpinistas ingleses Albert F. Mummery, G. Hastings, John Norman Collie e W. C. Slinsby.
A chamada arête du Chapeau à Cornes ("aresta do Chapéu com Cornos") foi aberta a 3 de agosto de 1906 por Geoffrey Winthrop Young, R.C. Mayor, C.D. Robertson e Joseph Knubel com a ajuda de um carregador. De novo eram ingleses, com exceção de Joseph Knubel, que era um guia de alta montanha valaisano e fez várias corridas com G.W. Young. A via Mayer-Dibona foi aberta por Guido Mayer e Angelo Dibona pela aresta de nordeste, a 23 de agosto de 1913, ambos austríacos. A primeira em solitário foi realizada pela face norte por Robert Guillaume em 1959, e a primeira invernal foi em 1974 por Walter Cecchinel e Claude Jager.